# Infrared Riding Hood
| Recensione     | Giudizio |
| -------------- | -------- |
| AllMusic       | [ 1 ]    |
| Piero Scaruffi | 4/10     |

Infrared Riding Hood è il quarto e ultimo album del gruppo grunge statunitense Tad, pubblicato l'11 aprile 1995 dalla East West/Elektra Records.
All'epoca l'A&R della loro etichetta discografica fu licenziata e, nell'arco di una settimana, i Tad vennero scaricati dalla propria casa discografica, insieme a tutti gli altri gruppi sotto contratto. La poca promozione dell'album insieme alle poche copie disponibili nei negozi non permisero molte vendite.

## Copertina
Secondo il bassista Kurt Danielson: "[l'immagine di copertina] è una micrografia elettronica sotto una colata di sangue blu. In qualche strano modo sembra davvero appropriata al titolo dell'album".

## Tracce
1. Ictus – 3:17
2. Bullhorn – 3:17
3. Thistle Suit – 4:51
4. Emotional Cockroach – 3:46
5. Red Eye Angel – 2:17
6. Bludge – 2:35
7. Dementia – 3:27
8. Weakling – 3:28
9. Halcyon Nights – 3:19
10. Particle Accelerator – 3:25
11. Tool Marks – 2:59
12. Mystery Copter – 27:07 – in questa traccia ci sono circa 10 minuti di silenzio tra 7:17 e 17:17
13. Obsidan Lights – 2:38 – bonus track solo per il Giappone

## Formazione
Gruppo
- Tad Doyle - voce, chitarra, tastiere
- Kurt Danielson - basso
- Josh Sinder - batteria

Produzione
- John Agnello - mixaggio
- Jack Endino - produttore, ingegneria del suono
- Eddy Schyreyer - mastering